# Elatostema australe
Elatostema australe är en nässelväxtart som först beskrevs av Hugh Algernon Weddell, och fick sitt nu gällande namn av Hall. f.. Elatostema australe ingår i släktet Elatostema och familjen nässelväxter. Inga underarter finns listade i Catalogue of Life.